# Actenicerus aerosus
Actenicerus aerosus é uma espécie de besouro click da família Elateridae. A espécie foi descrita cientificamente por Lewis em 1879, e são facilmente encontradas na região Kitayama, em Quioto. A. aerosus tem duas subespécies.

## Subespécies
- Actenicerus aerosus aerosus (Lewis, 1894)
- Actenicerus aerosus miyanouranus (Kishii, 1968)